# Karen Tuttle
Karen Tuttle (* 28. März 1920 in Lewiston, Idaho; † 16. Dezember 2010 in Philadelphia) war eine US-amerikanische Bratschistin und Musikpädagogin.
Tuttle hatte in ihrer Kindheit Violinunterricht. Sie trat im Alter von vierzehn Jahren öffentlich auf und wirkte als Musikerin in Hollywood-Filmen mit. Später erlebte sie William Primrose, den Bratschisten des London Symphony Quartet in einem Konzert und beschloss, Bratsche bei ihm am Curtis Institute of Music in Philadelphia zu studieren. Sie wurde 1945 seine Assistentin und übernahm nach seinem Ausscheiden am Curtis Institute of Music 1951 seinen Lehrstuhl, den sie bis 1956 innehatte.
1950 nahm Tuttle am Prades Festival in Frankreich teil, danach war sie regelmäßig Gast beim Marlboro Festival. Mehrere Jahre war sie Mitglied des Galimar String Quartet, später holte sie der litauische Geiger Alexander Schneider in sein Schneider String Quartet. Mit diesem führte sie in New York in einer einundzwanzigteiligen Konzertreihe sämtliche Streichquartette Joseph Haydns auf. Eine Plattenaufnahme der Werke blieb unvollendet. Sie war außerdem Mitglied des Gotham Quartet und trat mit berühmten Solisten wie Isaac Stern, Yehudi Menuhin, Rudolf Serkin und Pablo Casals auf. Sie trat als eine der ersten Frauen mit dem NBC Symphony Orchestra auf und debütierte als Solistin 1960 in der Carnegie Hall mit Werken von Ralph Vaughan Williams, Paul Hindemith, Johann Sebastian Bach und Johannes Brahms.
Ab 1971 unterrichtete Tuttle Bratsche und Kammermusik am Philadelphia Institute of Music sowie Viola am Peabody Institute. 1978 begann sie Kammermusik, ab 1986 auch Viola am Curtis Institute zu unterrichten. Sie gab zwischen 1979 und 1986 Kurse beim Aspen Music Festival und unterrichtete ab 1980 an der Manhattan School of Music und der Mannes School. Von 1987 bis zu ihrem Ruhestand 2003 war sie Lehrerin an der Juilliard School. Zu ihren Schülern zählten Kim Kashkashian, Jeffrey Irvine und Carol Rodland. Ausgehend von ihrem Unterricht bei Primrose entwickelte Tuttle eine Spieltechnik, die als Karen Tuttle Coordination Technique bekannt wurde.